# Aproximante glotal laringealizada
A aproximante glotal laringealizada é um som consonantal em algumas línguas, é bem raro. No AFI, é transcrito como ⟨ʔ̞⟩ ou ⟨ʔ̰⟩. Envolve tensão na glote e diminuição do fluxo de ar, em comparação com as vogais circundantes, mas não oclusão completa. É um alofone intervocálico de oclusiva glótica em muitos idiomas. É relatado que é contrastivo apenas em gimi, no qual é fonologicamente o equivalente sonoro da oclusiva glotal /ʔ/.

## Características
- Sua forma de articulação é aproximada, o que significa que é produzida pelo estreitamento do trato vocal no local da articulação, mas não o suficiente para produzir uma corrente de ar turbulenta.
- Sua fonação é laringealizada.
- É uma consoante oral, o que significa que o ar só pode escapar pela boca.
- Como o som não é produzido com fluxo de ar sobre a língua, a dicotomia central-lateral não se aplica.
- O mecanismo da corrente de ar é pulmonar, o que significa que é articulado empurrando o ar apenas com os pulmões e o diafragma, como na maioria dos sons.